# Live.01
Registrato il 23 settembre 2003 al Fillmore di San Francisco, California, Live.01 è il primo rilascio live degli Isis.
Pubblicato inizialmente nel 2004 presso la Hydrahead Records a tiratura limitata di 1000 copie, venne ridistribuito dalla Electric Human Project in edizione limitata in vinile da 700 copie.

## Tracce
1. Carry – 7:00
2. Hym – 9:30
3. Weight – 13:30
4. The Beginning and the End – 10:25